# Опытное Поле (Орловская область)
О́пытное По́ле — посёлок в Ливенском районе Орловской области России. Входит в состав Вахновского сельского поселения.

## География
Посёлок находится на расстоянии 21 км к югу от города Ливны, административного центра района.

### Часовой пояс
Посёлок Опытное Поле, как и вся Орловская область, находится в часовой зоне МСК (московское время). Смещение применяемого времени относительно UTC составляет +3:00.

## Население
| 2010 |
| ---- |
| 0    |

## Транспорт
Рядом с посёлком находится остановочный пункт Опытное Поле Московской железной дороги.